# Campeonato Profesional 1955
Il Campeonato Profesional 1955 fu la 8ª edizione della massima serie del campionato colombiano di calcio, e fu vinta dall'Independiente Medellín.

## Avvenimenti
L'Atlético Manizales viene sciolto, mentre l'Unión Magdalena viene espulso dalla federazione per via del suo ritiro all'ultima giornata del campionato precedente: a sostituire queste due formazioni sono Cúcuta e Deportes Tolima; per quest'ultima si tratta della prima stagione in massima serie colombiana. La particolarità del torneo è la formula: anziché giocarsi in due turni, andata e ritorno, se ne aggiunge un terzo; pertanto, invece di 18 partite, le formazioni partecipanti ne disputano 27.

## Partecipanti
- América de Cali
- Atlético Nacional
- Boca Juniors de Cali
- Cúcuta Deportivo
- Deportes Quindío
- Deportes Tolima
- Deportivo Cali
- Independiente Medellín
- Millonarios
- Santa Fe

## Classifica finale
|                     | Pos. | Squadra                | Pt | G  | V  | N  | P  | GF | GS | DR  |
| ------------------- | ---- | ---------------------- | -- | -- | -- | -- | -- | -- | -- | --- |
| Colombia (bandiera) | 1.   | Independiente Medellín | 44 | 27 | 21 | 2  | 4  | 69 | 24 | +45 |
|                     | 2.   | Atlético Nacional      | 39 | 27 | 16 | 7  | 4  | 63 | 35 | +28 |
|                     | 3.   | Deportes Quindío       | 37 | 27 | 15 | 7  | 5  | 66 | 37 | +29 |
|                     | 4.   | Millonarios            | 30 | 27 | 10 | 10 | 7  | 58 | 45 | +13 |
|                     | 5.   | Boca Juniors de Cali   | 28 | 27 | 11 | 6  | 10 | 45 | 43 | +2  |
|                     | 6.   | América de Cali        | 23 | 27 | 8  | 7  | 12 | 45 | 50 | -5  |
|                     | 7.   | Deportes Tolima        | 20 | 27 | 7  | 6  | 14 | 47 | 65 | -18 |
|                     | 8.   | Cúcuta Deportivo       | 20 | 27 | 8  | 4  | 15 | 47 | 71 | -24 |
|                     | 9.   | Santa Fe               | 18 | 27 | 5  | 8  | 14 | 33 | 58 | -25 |
|                     | 10.  | Deportivo Cali         | 11 | 27 | 3  | 5  | 19 | 34 | 79 | -45 |

Legenda:
         Campione di Colombia 1955
Note:
Due punti a vittoria, uno a pareggio, zero a sconfitta.

## Statistiche

### Primati stagionali
Record
- Maggior numero di vittorie: Independiente Medellín (21)
- Minor numero di sconfitte: Independiente Medellín, Atlético Nacional (4)
- Miglior attacco: Independiente Medellín (69 reti fatte)
- Miglior difesa: Independiente Medellín (24 reti subite)
- Miglior differenza reti: Independiente Medellín (+45)
- Maggior numero di pareggi: Millonarios (10)
- Minor numero di vittorie: Santa Fe (1)
- Maggior numero di sconfitte: Deportivo Cali (19)
- Peggiore attacco: Santa Fe (33 reti fatte)
- Peggior difesa: Deportivo Cali (79 reti subite)
- Peggior differenza reti: Deportivo Cali (-45)

### Classifica marcatori
| Gol |  |  | Giocatore        | Squadra                |
| --- |  |  | ---------------- | ---------------------- |
| 22  |  |  | Felipe Marino    | Independiente Medellín |
| 21  |  |  | Jorge Roa        | Millonarios            |
| 20  |  |  | Fernando Rengifo | Boca Juniors de Cali   |
| 17  |  |  | Alfredo Castillo | Millonarios            |
| 16  |  |  | Humberto Álvarez | Atlético Nacional      |
| 14  |  |  | Orlando Larraz   | Independiente Medellín |
| 13  |  |  | Juan Carlos Toja | Atlético Nacional      |
| 13  |  |  | Casimiro Ávalos  | Deportes Tolima        |
| 12  |  |  | Alejandro Genes  | Deportes Quindío       |
| 12  |  |  | Roberto Urruti   | Deportes Quindío       |